# Рачице (Бузет)
Рачице (итал. Racizze) је насељено место у континенталном делу Истарске жупаније у Републици Хрватској. Административно је у саставу Града Бузета.

## Становништво
Према задњем попису становништва из 2001. године у насељу Рачице живела су 23 становника који су живели у 7 породичних домаћинстава.
Кретање броја становника по пописима 1857—2001.
| година пописа  | 1857. | 1869. | 1880. | 1890. | 1900. | 1910. | 1921. | 1931. | 1948. | 1953. | 1961. | 1971. | 1981. | 1991. | 2001. |
| бр. становника | 178   | 193   | 83    | 98    | 115   | 109   | 710   | 708   | 81    | 71    | 57    | 37    | 27    | 24    | 23    |

Напомена:У 1857, 1869, 1921. и 1931. садржи податке за насеља Рачички Бријег и Римњак, а у 1921. и 1931. за насеља Јуради, Косорига, Крушвари, Мартинци, те део података за насеље Штрпед. У 1857. и 1869. садржи део података за насеље Јуради.